# Héloïse de Villefort
Héloïse de Villefort è un personaggio dell'anime Il conte di Montecristo  di 'Mahiro Maeda. Héloïse è la seconda moglie di Gerard di Villefort, il procuratore generale.

## Storia

### Passato
Figlia di una casata nobile dal glorioso e ricco passato, Héloïse decide di accettare la proposta di matrimonio della famiglia Villefort e diventare così la seconda moglie del più famoso procuratore di Parigi e uomo di grande potere. Dal matrimonio con Gérard nascerà un figlio, Edouard, per il quale desidera una vita agiata ed un futuro sicuro.

### Presente
La donna viene completamente sedotta dal conte al loro primo incontro; i due si recano nella serra dove Héloïse coltiva pericolose piante che secernono del veleno. Lui le regala un anello con cui può versare facilmente del veleno in bevande, con parole e carezze la seduce, mentre Albert de Morcerf li osserva da lontano: questo fa smettere al conte la voglia di continuare nei suoi giochi. La donna però continua a pensare al conte eccitandosi all'idea di usare il veleno, e tramite quest'ultimo teneterà di uccidere la primogenita del consorte, Valentine de Villefort, avuta con la precedente moglie. Solo l'intervento di Maximilien Morrel salverà la ragazza da una sicura morte. In seguito il suo piano viene scoperto da Gérard, che prende la decisione di rinchiuderla per il resto della vita in un manicomio, idea che non verrà mai realizzata poiché Héloïse ed il piccolo Edouard verranno prelevati dal Conte a casa del procuratore, all'insaputa di quest'ultimo. Verso la fine della serie lo stesso veleno che lei usava per la figliastra si ritorcerà contro di lei, provocandole danni permanenti e facendola regredire mentalmente a poco più di una bambina. A differenza del romanzo, ella alla fine sopravvive, scortata assieme ad Edouard dal servitore muto Alì fuori dal palazzo sotterraneo ormai in crollo.

## Carattere
Arrivista, ipocrita, per lei conta solo l'immagine e il futuro del figlio, arrivando persino a tentare di avvelenare Valentine, in modo da permettere ad Edouard di diventare erede dell'intero patrimonio del padre Gérard e del nonno Noirtier. Sposò il procuratore parigino solo per ottenere reputazione ed un'ottima posizione sociale.